# Lipcsei Egyetem
A Lipcsei Egyetem (németül: Universität Leipzig) szászországi felsőfokú oktatási intézmény, a legrégibb európai egyetemek egyike.

## Története
1409. december 2-án I. (Civakodó) Frigyes szász választófejedelem és fivére, II. (Gazdag) Vilmos meißeni őrgróf alapította. Az első négy fakultása a művészeti, a teológiai, az orvostudományi és a jogi volt. 1953. május 5. és 1991 februárja között Karl-Marx-Universität volt a neve. A szorb nyelv és kultúra terén jelentős az NDK-időkben itt létrejött szorbisztikai intézet, amely ma is működik.

## Felépítése

### Létesítmények
- Biotechnológiai-Biomedicinális Centrum
- Career Center
- Lipcsei Német Irodalmi Intézet
- Szászország Felsőoktatási Centruma (HDS)
- Műtárgygyűjtés/Megőrzés, Lipcsei Egyetem
- Research Academy Leipzig
- Nyelvi Centrum
- Kollégium Szászország
- Szász Klinikai Fordító Inkubátor
- Egyetemi Levéltár
- Egyetemi Könyvtár
- Egyetemi Zenede
- Jogi Centrum
- Balkáni Stúdiumok Centruma
- Főiskolai Sportcentrum
- Magasabb Stúdiumok Centruma
- Nemzetközi Gazdasági Kapcsolatok Centruma
- Tanárképzés és Iskolafejlesztési Centrum
- Média és Kommunikációs Központ

### Fakultások[1]
1. Teológia (evangélikus kereszténység)
2. Jog
3. Történelem, művészet, orientalisztika
4. Filológia
5. Pedagógia
6. Szociológia és filozófia
7. Közgazdaságtan
8. Sporttudomány
9. Orvostudomány
10. Matematika és informatika
11. Élettudományok
12. Fizika és geológia
13. Kémia és ásványtan
14. Állatorvosi

## Híres személyiségei
- Eduard Erkes diákja, majd a sinológia tanára
- Johann Hedwig diákja, orvos, majd a botanika tanára
- Carl Hindenburg matematikus, aki orvostudományt is hallgatott itt
- Gustav Körting a filológia magántanára
- Georg Krauss (lelkész) az egyetem teológushallgatója, evangélikus szuperintendens
- Gotthold Ephraim Lessing teológushallgató, drámaíró, színikritikus
- Miksa badeni herceg hallgatója, kancellár
- August Ferdinand Möbius diákja, majd a csillagászat tanára
- Walther Hermann Nernst az egyetem oktatója, kémiai Nobel-díjas (1920)
- Wilhelm Ostwald professzor, kémiai Nobel-díjas, 1909
- Rados Gusztáv matematikushallgató
- Teller Ede fizikushallgató, „a hidrogénbomba atyja”

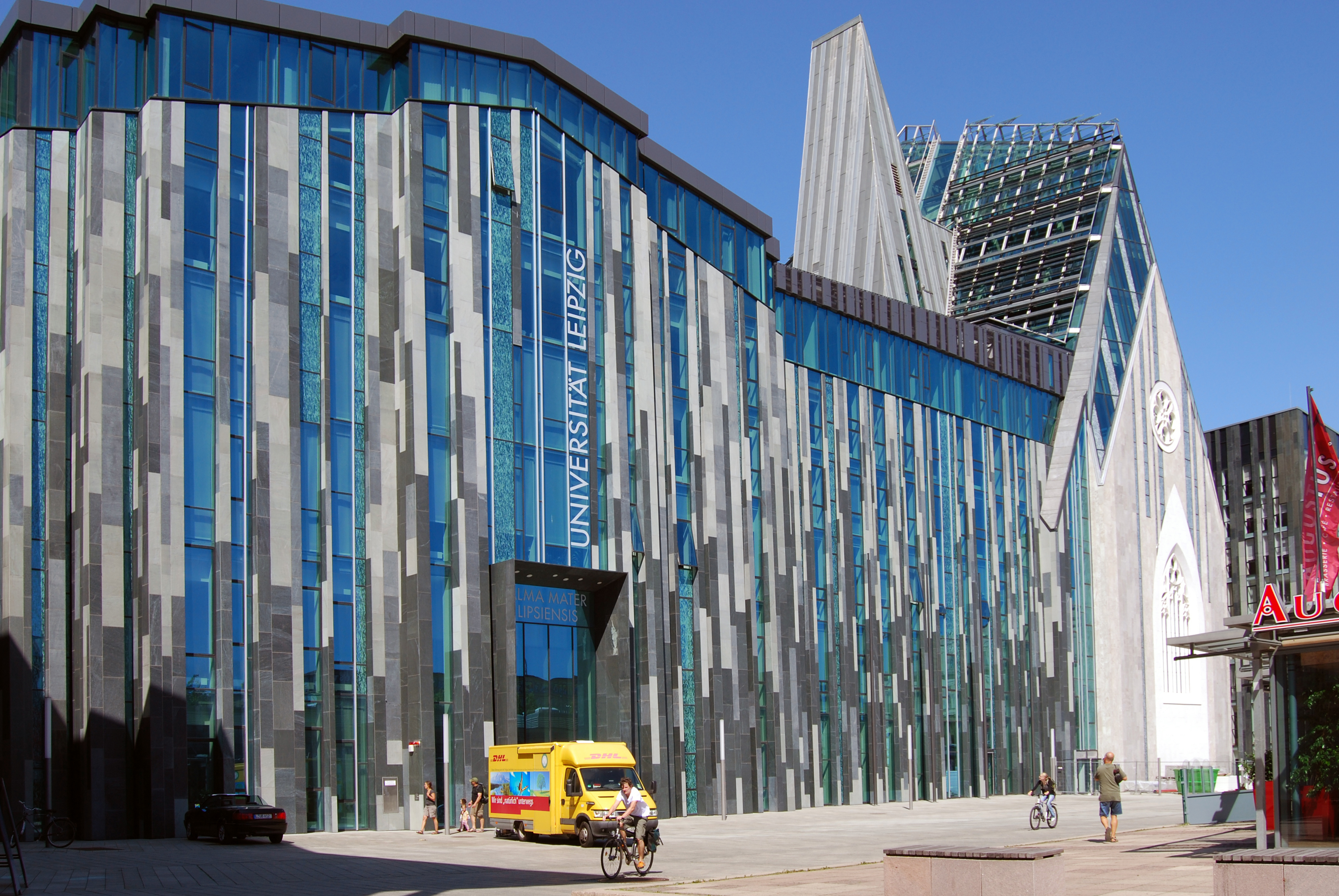
Az új Augusteum, az egyetem főépülete
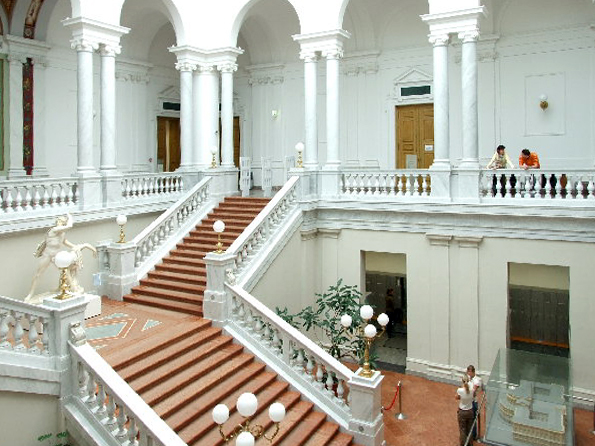
A Bibliotheca Albertina főlépcsője
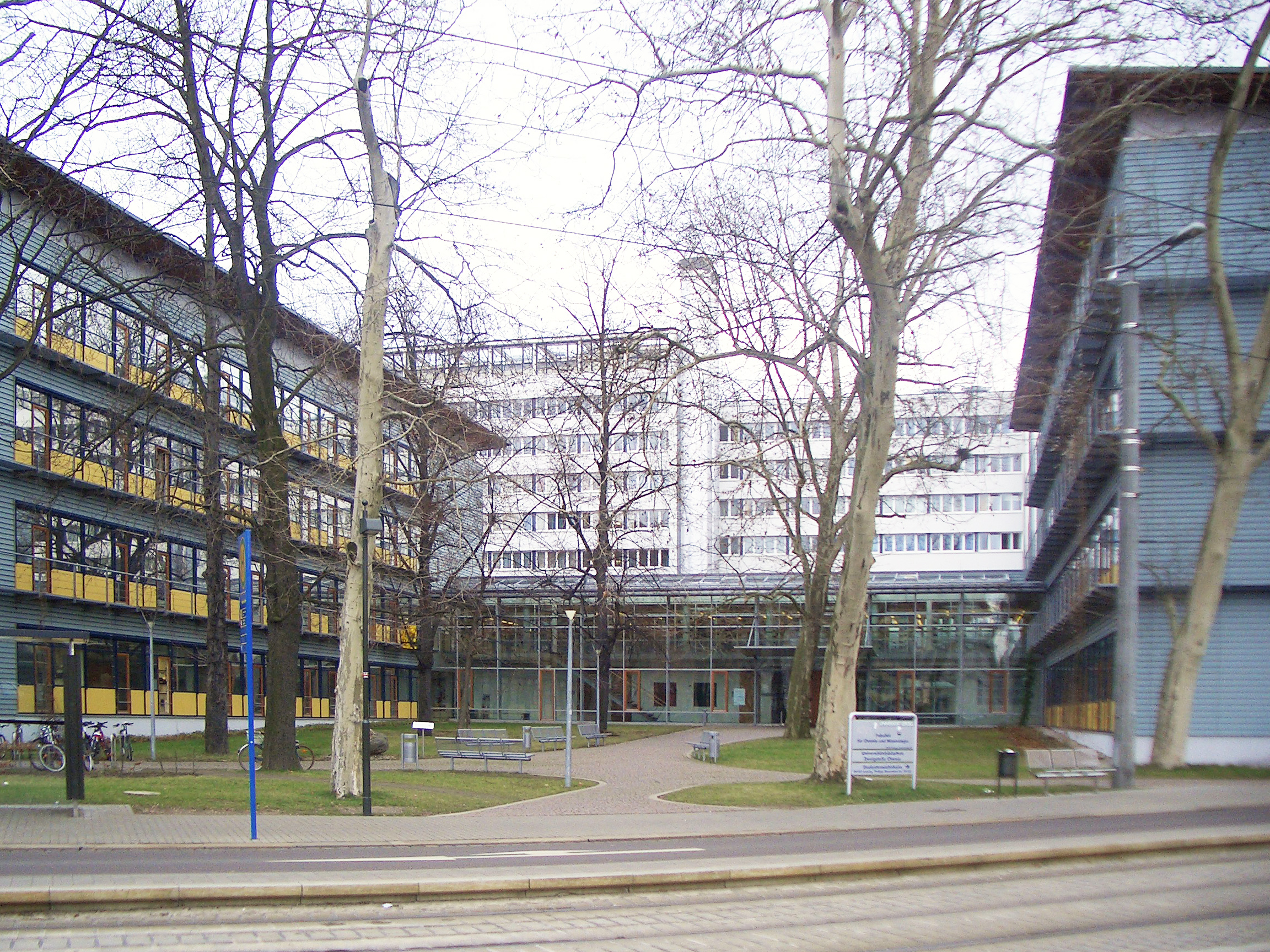
A kémia és ásványtan épülete
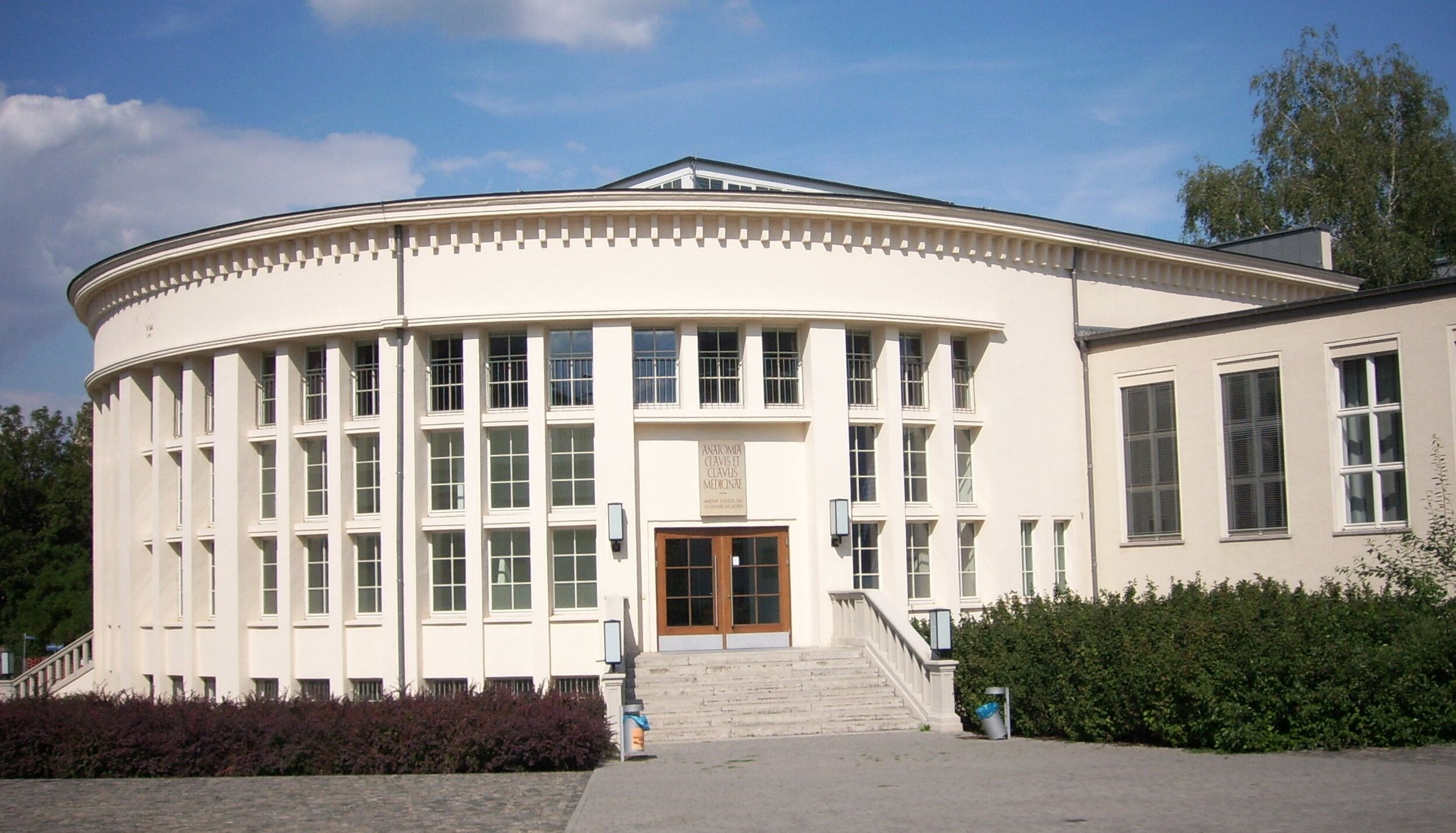
Az anatómiaelőadó az orvoskaron

## Fordítás
- Ez a szócikk részben vagy egészben  az   Università di Lipsia című olasz Wikipédia-szócikk ezen változatának fordításán alapul.  Az eredeti cikk szerkesztőit annak laptörténete sorolja fel. Ez a jelzés csupán a megfogalmazás eredetét és a szerzői jogokat jelzi, nem szolgál a cikkben szereplő információk forrásmegjelöléseként.
- Ez a szócikk részben vagy egészben  az   Universität Leipzig című német Wikipédia-szócikk ezen változatának fordításán alapul.  Az eredeti cikk szerkesztőit annak laptörténete sorolja fel. Ez a jelzés csupán a megfogalmazás eredetét és a szerzői jogokat jelzi, nem szolgál a cikkben szereplő információk forrásmegjelöléseként.